# Kobelwald
Kobelwald ist ein Dorf im Wahlkreis Rheintal des Kantons St. Gallen, das zur politischen Gemeinde Oberriet gehört.

## Geographie
Etwa 100 Meter über der Rheinebene, am Fusse eines Ausläufers des Alpsteingebirges, liegt Kobelwald wie auf einer Terrasse im St. Galler Rheintal.
Kobelwald gehört neben Kriessern, Montlingen, Eichenwies und dem Dorf Oberriet, sowie den Weilern Moos, Rehag, Stieg, Freienbach, Stein, Kobelwies, Watt und Hard zur politischen Gemeinde Oberriet. Auf dem Gebiet der Gemeinde Oberriet, dem ehemaligen Reichshof Kriessern, gibt es fünf verschiedene Ortsgemeinden, die in der Ortsgemeinde Allgemeiner Hof Oberriet zusammengefasst sind. Die Ortsgemeinden Kriessern, Montlingen, Eichenwies und Oberriet sind dabei deckungsgleich mit den jeweiligen Dörfern.
Kobelwald bildet zusammen mit den Weilern Moos, Rehag, Freienbach, Stein, Kobelwies, Watt, Hard und Hub (Hub gehört politisch zur Gemeinde Altstätten) die Ortsgemeinde Holzrhode und umfasst somit ein Gebiet, das weit über das eigentliche Dorf hinausgeht. Mit der Dorfkirche, dem Mehrzweckgebäude und dem Primarschulhaus mit dem Kindergarten bildet Kobelwald das Zentrum dieser Ortsgemeinde.

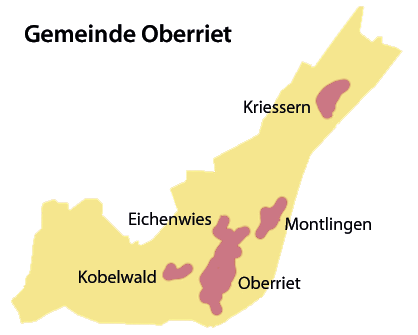
Karte der Gemeinde Oberriet mit ihren Orten

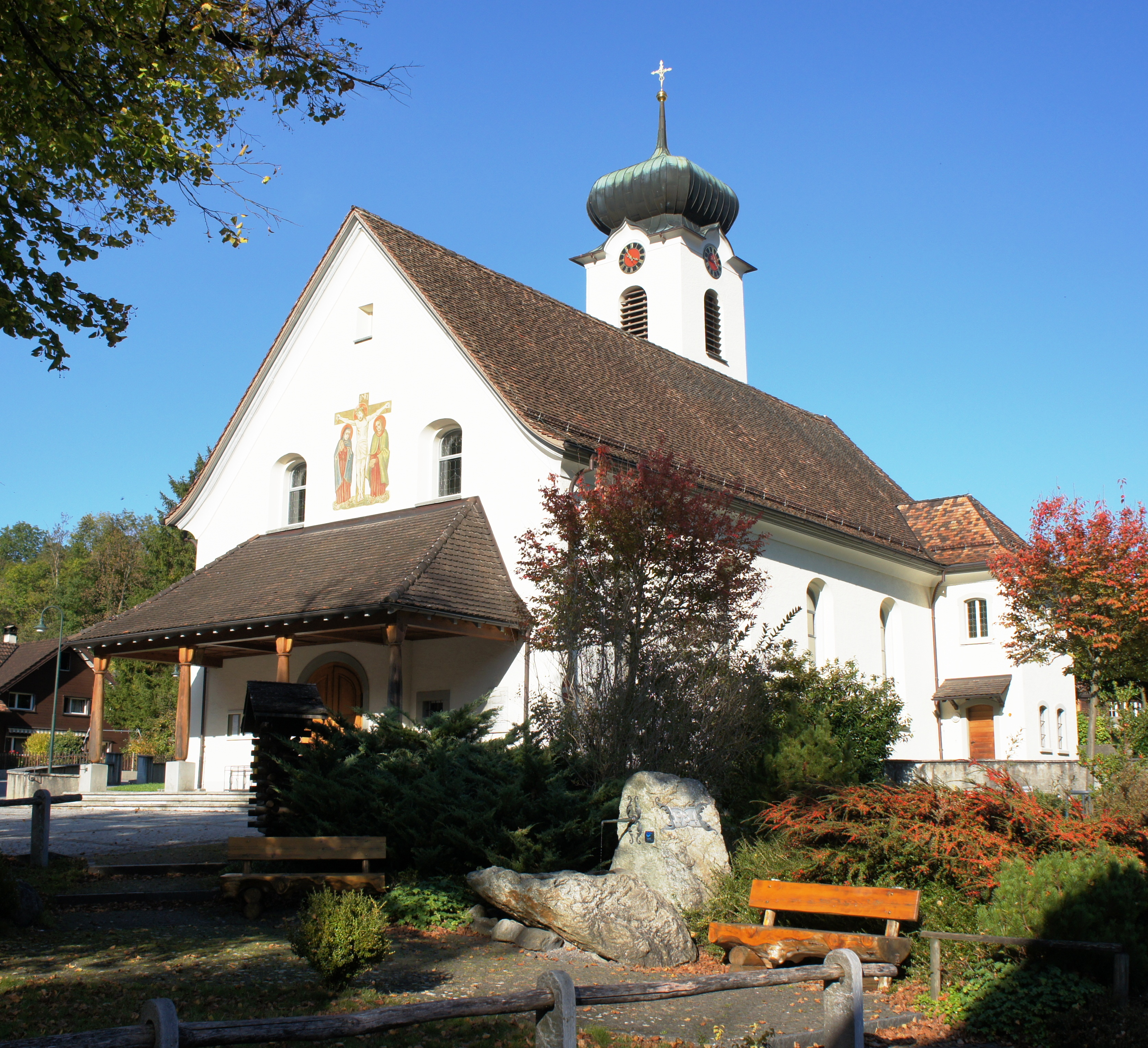
Pfarrkirche im Dorf Kobelwald

Luftbild von Werner Friedli von 1959

## Bevölkerung
Per 31. Dezember 2009 hatte das Dorf Kobelwald 521 Einwohner. Die Ortsgemeinde Holzrhode zählt rund 700 Ortsbürgerinnen und Ortsbürger. Ein Teil der Bürgerschaft wohnt in den Dörfern Eichenwies und Oberriet.

## Sehenswürdigkeiten
Im etwas oberhalb von Kobelwald gelegenen Weiler Freienbach befindet sich die Kapelle Maria Heimsuchung. Die heutige Kapelle wurde 1971 erbaut und ersetzte eine Wallfahrtskapelle aus dem Jahre 1740. Als Marien-Wallfahrtsort zieht sie vor allem im Marienmonat Mai einige Pilger an.
Über das Rheintal hinaus bekannt ist die Kristallhöhle, die vom Dorf Kobelwald aus in etwa 15 Min. zu Fuss erreichbar ist.
Unterhalb des Dorfes, eingebettet in einer Felswand des Semelenberges, befinden sich die Überreste einer ehemaligen Raubritterburg, die Ruine Wichenstein. Sie ist nur erreichbar über einen steilen Fussweg hinter dem Wichensteiner-Seelein, einem ehemaligen „Baggerloch“, in dem im letzten Jahrhundert Lehm abgebaut wurde.